# كاميلا سيلفا (مغنية)
كاميلا سيلفا (بالإسبانية: Camila Silva)‏ هي مغنية وعازفة قيثارة تشيلية، ولدت في 17 فبراير 1994 في تالكاهوانو في تشيلي.